# 朱喬秀
朱喬秀，字霞州，福建建安縣（今福建省建甌市）人。明朝末年政治人物，同進士出身。

## 生平
崇禎十六年（1643年）登進士。歷官太倉知州、吏部文選司主事，後歸隱。